# Vidéoclips de David Bowie
La carrière du compositeur, auteur et interprète britannique David Bowie (1946-2016) a été émaillée de vidéoclips d'accompagnement de ses singles dont certains ont marqué l'histoire de la musique. Artiste à large spectre (théâtre, cinéma, musique, arts visuels), Bowie ne limite pas la pop à une expérience uniquement acoustique et considère le support vidéo comme un moyen de transmettre des informations supplémentaires, non redondantes avec la chanson. En cela, l'émergence des vidéoclips d'accompagnement des chansons lui est parfaitement adaptée.
En voici la liste, du film promotionnel du trio de ses débuts Love You till Tuesday (1969) au clip Lazarus (2015) annonciateur de sa mort survenue quelques jours après sa sortie, de la vidéo d'Ashes to Ashes (1980) dont les 250 000 $ qu'elle coûta en fit alors le clip le plus cher jamais produit, à celle de Love Is Lost (1993) réalisée pour 12,99 $. Elle témoigne de la diversité de son œuvre et de la récurrence de ses références et obsessions.

## Liste
| Chanson | Date | Réalisateur                              | Album                               | Casting, description | Liens externes |
| --- | ---- | ---------------------------------------- | ----------------------------------- | --- | -------------- |
| Love You till Tuesday Sell Me a Coat When I'm Five Rubber Band The Mask (mime) Let Me Sleep Beside You Ching-a-Ling Space Oddity When I Live My Dream | 1969 | Malcolm J. Thompson                      | David Bowie Space Oddity            | Le film promotionnel Love You till Tuesday est tourné en janvier et février 1969. Devant la caméra, Bowie (qui porte une perruque, s'étant fait couper les cheveux pour sa figuration dans le film Les Soldats vierges) est accompagné de sa petite amie Hermione Farthingale et de son ami John Hutchinson, avec qui il forme le trio folk The Feathers. Sur Space Oddity Bowie joue les rôles de Ground Control (en T-shirt et casquette, avec des lunettes) et du major Tom (en combinaison argentée avec un casque). La disparition du major Tom est figurée par deux « sirènes de l'espace » (interprétées par le mannequin Samantha Bond et l'assistante de production Suzanne Mercer) qui l'accostent et le séduisent. Aux yeux de Marc Spitz, cette séquence évoque le kitsch du Barbarella de Roger Vadim. Le court métrage n'est publié qu'en 1984. | /              |
| John, I'm Only Dancing | 1972 | Mick Rock                                | Aladdin Sane                        | Alternent des images de Ziggy Stardust dans des poses provocantes et des extraits de spectacles de Lindsay Kemp. | /              |
| The Jean Genie | 1972 | Mick Rock                                | The Rise and Fall of Ziggy Stardust | Le clip alterne des extraits des concerts de Bowie des 27 et 28 octobre 1972 au Winterland Ballroom de San Francisco avec des séquences filmées au matin du 27 devant le Mars Hotel, sur la 4e rue. Bowie apparaît dans ces séquences aux côtés d'une danseuse interprétée par Cyrinda Foxe, qu'il a fait venir spécialement de New York pour ce tournage. Le chanteur explique avoir voulu donner à son personnage de Ziggy Stardust l'allure d'un « rat d'égout d'Hollywood » et avoir fait appel à Foxe pour incarner son pendant, « une fille dans le genre Marilyn ». | /              |
| Space Oddity | 1973 | Mick Rock                                | Space Oddity                        | Bowie apparaît seul avec sa guitare acoustique dans les studios RCA de New York, dont les tables de mixage et autres équipements représentent la technologie du vaisseau du major Tom. Le chanteur fait preuve d'un certain détachement qu'il attribue par la suite au fait que cette chanson qui ne l'intéresse plus vraiment. | /              |
| Life on Mars? | 1973 | Mick Rock                                | Hunky Dory                          | Tourné le 13 juin 1973 au studio Blandford West Ten de Ladbroke Grove, à Londres. Bowie mime la chanson devant un fond entièrement blanc. Il porte un costume turquoise conçu par son ami Freddie Burretti et un maquillage tout aussi coloré conçu par Pierre Laroche : cheveux rouges, fard à paupières bleu et fond de teint blanc. L'image est légèrement surexposée pour donner « un effet pop art étrange et onirique » selon Rock. | /              |
| Be My Wife | 1977 | Stanley Dorfman (en)                     | Low                                 | Bowie, muni d'une guitare, mime la chanson sur un fond entièrement blanc. | /              |
| Heroes | 1977 | Nick Ferguson                            | "Heroes"                            | Bowie, seul sur scène, filmé en pied ou en portrait, parfois à contre-jour dans une ambiance enfumée. | /              |
| Boys Keep Swinging | 1979 | David Mallet                             | Lodger                              | Bowie, costume noir et cravate rayée, se déhanche sur un plateau de télévision en chantant. Les plans en pied alternent avec des images de trois choristes féminines, toutes jouées par Bowie. Sur le solo de guitare final entrent en scène plusieurs personnages féminins, qui s'avèrent être également Bowie. | /              |
| DJ | 1979 | David Mallet                             | Lodger                              | Bowie apparaît dans le rôle d'un DJ qui démolit son studio. Certaines séquences sont filmées dans les rues de Londres, à Earl's Court, où le chanteur attire l'attention des passants qui ne sont pas au courant qu'un tournage est en cours. | /              |
| Look Back In Anger | 1979 | David Mallet                             | Lodger                              | Inspiré du Portrait de Dorian Gray d'Oscar Wilde, il met en scène Bowie dans le rôle d'un peintre qui met les dernières touches à un autoportrait dans son atelier. À sa grande horreur, la peau de son visage commence à se dissoudre et à fondre. | /              |
| Space Oddity (version 1979) | 1979 | David Mallet                             |                                     | Bowie avec sa guitare acoustique, dans une salle vide aux murs capitonnés qui rappelle un hôpital psychiatrique. Des séquences en noir et blanc s'intercalent, montrant le major Tom, assis dans un fauteuil futuriste dans une cuisine des années 1950, lisant son journal tandis qu'une femme fait la vaisselle derrière lui, indifférente aux explosions.. Les décors de l'asile et de la cuisine sont repris l'année suivante pour le clip de Ashes to Ashes. | /              |
| Ashes To Ashes | 1980 | David Mallet                             | Scary Monsters (and Super Creeps)   | Bowie, Steve Strange, Judith Frankland, Darla Jane Gilroy, Elise Brazier (Colombine), les Blitz Kids Nouveaux Romantiques, fortement influencé par la musique et l'image de Bowie. Le clip de Ashes to Ashes coûte 250 000 dollars, ce qui en fait le clip le plus cher de tous les temps à sa sortie. Il inclut des scènes en couleurs solarisées et d'autres dans un noir et blanc austère, avec Bowie vêtu d'un costume de Pierrot conçu et réalisé par la costumière Natasha Korniloff. Les lecteurs du Record Mirror ont élu Ashes to Ashes et Fashion, le single suivant de Bowie, meilleurs clips de l'année 1980. | /              |
| Fashion | 1980 | David Mallet                             | Scary Monsters (and Super Creeps)   | Bowie, Carlos Alomar, Alan Hunter, May Pang, Steve Love Le clip est tourné dans la boîte de nuit "Hurrah", dont la scène a été drapée dans une toile kaki et dont les murs en miroir à facettes autour de la piste de danse sont visibles sur divers plans. Dans une condamnation des diktats de la mode, Bowie interprète le double rôle d'idole du rock et de fan : celui-ci observe celui-là, qui le toise d'une moue méprisante. | /              |
| Wild Is The Wind | 1981 | David Mallet                             | ChangesTwoBowie                     | En noir et blanc, Bowie entouré de trois musiciens (saxophoniste, violoncelliste et batteur) interprète la chanson de Nina Simone dans une pièce obscure. Parmi les musiciens, Coco Schwab et Tony Visconti. Le clip est destiné à promouvoir la compilation ChangesTwoBowie. | /              |
| The Drowned Girl | 1982 | David Mallet                             |                                     | Vidéo promotionnelle sans grandes fioritures, en noir et blanc, pour une performance de Bowie sur The Drowned Girl de Bertolt Brecht et Dominic Muldowney. Bowie chante entouré de quatre musiciens classique, dont Tony Visconti et Coco Schwab. | /              |
| Little Drummer Boy / Peace On Earth | 1982 |                                          |                                     | Tourné en 1977 |                |
| Under Pressure | 1981 | David Mallet                             |                                     | Sans les artistes. |                |
| Let's Dance | 1983 | Bowie et David Mallet                    | Let's Dance                         | Bowie, Joelene King (danseuse), Terry Roberts (danseur). Les images du clip ne n'ont rien à voir avec les textes (à l'exception notable de la paire de chaussures rouges), et Bowie, pour la première fois, se cantone à un rôle d'observateur étranger à l'action : deux Aborigènes sont filmés dans diverses situations, souvent au travail ou dans des tâches domestiques. Il sous-tend une allégorie politique, l'opposition entre le capitalisme blanc et les traditions indigènes. | /              |
| China Girl | 1983 | Bowie et David Mallet                    | Let's Dance                         | Les images opposent le riche Sydney et ses bas-quartiers occupés par une immigration asiatique. Une scène montre un Bowie en smoking mimer l’exécution de Geeling Ching, la fille chinoise. Une autre, avec les deux amants enlacés nus sur une plage, a valu au clip une interdiction dans plusieurs pays. | /              |
| Modern Love | 1983 | Jim Yukich                               | Let's Dance                         | David Bowie et son groupe sur scène, lors du concert donné le 20 juillet 1983 à Philadelphie | /              |
| Jazzin' For Blue Jean | 1984 | Julien Temple                            | Tonight                             | Bowie interprète Vic, un colleur d'affiches maladroit tombé amoureux d'une jeune fille croisée dans la rue ( Louise Scott). Pour l'impressionner, il prétend connaître personnellement son chanteur préféré, Screaming Lord Byron (également joué par Bowie). Le soir du concert de Screaming Lord Byron, Vic tente d'entrer dans le club sans ticket, mais se fait impitoyablement refouler par le videur. Il parvient à s'introduire dans la chambre du chanteur (dépeint comme un drogué dépourvu d'énergie ) et lui demande de faire semblant de le connaître après le spectacle. Sur scène, Screaming Lord Byron interprète Blue Jean. En quittant le club, il passe devant la table de Vic et s'arrête, mais part avec la fille, laissant Vic seul. Tandis que leur voiture s'éloigne, Vic/Bowie brise le quatrième mur et demande à Julien Temple pourquoi l'histoire ne correspond plus à son idée originale (qui s'achevait sur un happy ending). Grammy Award du meilleur clip en 1985. | /              |
| Blue Jean | 1984 | Julien Temple                            | Tonight                             | Extraits de Jazzin' For Blue Jean. |                |
| Loving the Alien | 1985 | David Mallet                             | Tonight                             | Bowie | /              |
| Dancing in the Street | 1985 | David Mallet                             |                                     | Bowie, Mick Jagger | /              |
| Absolute Beginners | 1986 | Julien Temple                            | B.O. Absolute Beginners             | Bowie, Vanessa Walker (danseuse en rayures de zèbre) | /              |
| Underground | 1986 | Steve Barron                             | B.O. Labyrinthe                     | | /              |
| As The World Falls Down | 1986 | Steve Barron                             | B.O. Labyrinthe                     | Bowie, Charlotte Valandrey | /              |
| When The Wind Blows | 1986 | Jimmy T. Murakami                        | B.O. When The Wind Blows            | | /              |
| Day-In Day-Out | 1987 | Julien Temple                            | Never Let Me Down.                  | Bowie, Rick Burks, Kathy Foy. Le clip est jugé médiocre par David Buckley, « mélange d'affectation et de violence urbaine ». Pour passer à la télévision, une scène de viol est censurée. | /              |
| Never Let Me Down | 1987 | Jean-Baptiste Mondino                    | Never Let Me Down                   | Bowie, Joe Dallesandro (speaker) | /              |
| Fame 90 | 1990 | Gus Van Sant                             |                                     | Bowie, Louise Lecavalier (danseuse) | /              |
| Real Cool World | 1992 |                                          | Black Tie White Noise               | Film d'animation |                |
| Jump They Say | 1993 | Mark Romanek                             | Black Tie White Noise               | Conçu autour du souvenir d'une tentative de suicide de Terry Burns, le demi-frère schizophrène de l’artiste, Le clip est selon David Buckley un « pot pourri d'allusions » d'une part à plusieurs films d'Hitchcock, d'autre part à de précédentes vidéos, notamment à Boys Keep Swinging (la tenue de Bowie, son geste pour effacer le rouge à lèvres) et à la pochette de Lodger (Bowie gisant mort à la fin du clip dans la même position). D'autres séquences le montrent vacillant au sommet d'une tour, torturé aux électrochocs, dirigeant d'entreprise, ou encore observé par trois femmes avec un télescope. | /              |
| Black Tie White Noise | 1993 | Mark Romanek                             | Black Tie White Noise               | Bowie, Shaunti Griffin, Al B. Sure! | /              |
| Miracle Goodnight | 1993 | Matthew Rolston                          | Black Tie White Noise               | Bowie | /              |
| The Buddha Of Suburbia | 1993 | Roger Michell                            | The Buddha Of Suburbia              | Bowie, Naveen Andrews, Hanif Kureishi | /              |
| The Hearts Filthy Lesson | 1995 | Sam Bayer                                | 1. Outside                          | Selon David Buckley, un des clips les plus troublants de la carrière du chanteur. Bowie, le corps couvert de peinture, évolue au milieu de scènes dignes d'un holocauste. La mort, son horreur et son caractère inéluctable hantent la vidéo. | /              |
| Strangers When We Meet | 1995 | Sam Bayer                                | The Buddha of Suburbia              | Bowie, Gail Ann Dorsey | /              |
| Hallo Spaceboy | 1996 | Floria Sigismondi                        | 1. Outside                          | |                |
| Little Wonder | 1996 | Floria Sigismondi                        | Earthling                           | Le clip présente des images au ralenti de Bowie sous différentes incarnations, sur fond de scènes de rue ou de métro londoniens filmées en accéléré. Un Bowie à l'air égaré des années 1960, un Bowie dont les tenues et maquillages évoquent tour à tour Ziggy Stardust, Aladdin Sane et Halloween Jack, et l'actuel, petite barbiche, boucle d'oreille et parfois bandeau noir sur un œil, qui se transforme en mannequin à la fin du film. | /              |
| Dead Man Walking | 1997 | Floria Sigismondi                        | Earthling                           | Bowie, Gail Ann Dorsey | /              |
| Seven Years in Tibet | 1997 | Rudi Dolezal (en), Hannes Rossacher (en) | Earthling                           | |                |
| I'm Afraid of Americans | 1997 | Dom & Nick                               | Earthling                           | Trent Reznor interprète un assassin qui traque Bowie dans les rues d'une ville, puis apparait sous les traits du Christ dans une étrange procession mexicaine. Sélectionné pour le Meilleur clip masculin aux MTV Awards. | /              |
| Thursday's Child | 1999 | Walter Stern                             | 'hours...'                          | Bowie, Owen Beasley (Bowie jeune) | /              |
| Under Pressure (RAH mix) | 1999 | Rudi Dolezal (en), Hannes Rossacher (en) |                                     | Séquences de concerts de Queen et de Bowie |                |
| The Pretty Things Are Going to Hell | 1999 | Dom & Nick                               | 'hours...'                          | | /              |
| Survive | 1999 | Walter Stern                             | 'hours...'                          | |                |
| New Killer Star | 2003 | Brumby Boylston                          | Reality                             | | /              |
| Never Get Old The Loneliest Guy Bring Me The Disco King New Killer Star                                                                               | 2003 | Steven Lippman                           | Reality                             | Dans Bring Me The Disco King Bowie, dans un studio d'enregistrement, évoque la mort. Derrière lui apparaissent un squelette, des spectres. | /              |
| Never Get Old | 2003 | Steven Lippman                           | Reality                             | Succession de gros plans de Bowie, chantant dans différents studios. | /              |
| The Next Day | 2013 | Floria Sigismondi                        | The Next Day                        | Le clip provoque un bref tollé : You Tube retire la vidéo deux heures après sa publication, puis convient de son erreur et la restaure ; l'archevêque de Canterbury, des membres de l’Église catholique manifestent leur désapprobation. Gary Oldman (un prêtre débauché), Marion Cotillard (une prostituée) entourent Bowie avec de nombreux personnages secondaires inspirés de l'imaginaire catholique en tenue médiévale : sainte Lucie de Syracuse, reconnaissable à ses globes oculaires énucléés lors de son martyre et portés dans un plateau, Jeanne d'Arc en armure, un flagellant, un cardinal, sainte Agnès qui cache sa nudité derrière ses cheveux longs, sainte Agathe aux seins torturés, etc. Bowie porte une robe de franciscain. Le cardinal et le prêtre transpirent l'avarice et la perversité, vendant des indulgences, faisant danser les femmes devant leurs yeux concupiscents.                                                                                          | /              |
| Valentine's Day | 2013 | Markus Klinko et Indrani                 | The Next Day                        | Bowie est filmé, guitare Hohner en main évoquant une arme à feu, dans un bâtiment désaffecté du terminal Red Hook Grain à Brooklyn. L'ambiance s'assombrit progressivement et l'expression du chanteur devient colérique et menaçante, alors que l'ombre de la guitare prend la forme d'un fusil d'assaut. Une image subliminale montre en gros plan une balle en plein vol, juste à côté des cordes de guitare. Dans la scène finale, Bowie, face caméra et guitare brandie au-dessus de sa tête, parodie une image célèbre de Charlton Heston faisant la promotion de la National Rifle Association peu après le massacre de Columbine. | /              |
| Where Are We Now? | 2013 | Tony Oursler                             | The Next Day                        | Sur un fond d'images granuleuses d'un Berlin de jadis en noir et blanc, le visage de Bowie et celui d'une femme sont projetés sur une figurine bicéphale. La femme est Jacqueline Humphries, la compagne d'Oursler, choisie par Bowie pour sa ressemblance avec son assistante et amie Coco Schwab qui vivait alors avec lui à Berlin. Dans le capharnaüm de l'atelier où est la figurine, différents objets constituent autant d'indices à analyser par les spécialistes de l'œuvre du chanteur : un diamant, un chien, un flocon de neige, un globe oculaire, une balle de baseball, une oreille géante, une bouteille vide ou encore un cobra statufié. Vers la fin du film, Bowie apparait en pied, portant un t-shirt floqué M/S Song of Norway, référence évidente dans une chanson aussi nostalgique à la comédie musicale Song of Norway pour le tournage de laquelle sa petite amie Hermione Farthingale l'avait quitté en 1969                                                          | /              |
| The Stars (Are Out Tonight) | 2013 | Floria Sigismondi                        | The Next Day                        | Dans un format qui évoque un film d'horreur en miniature, le film met un couple tranquille (Bowie et Tilda Swinton) aux prises avec un couple de rockers au look inspiré par la période Aladdin Sane, les célébrités. Avec plusieurs personnages dont le physique évoque le sien (explicitement le mannequin norvégien Iselin Steiro (en), mais aussi par son androgynie la mannequin transgenre Andreja Pejić, voire Saskia de Brauw et Tilda Swinton) on retrouve le thème de la multiplicité des selfs, fréquent chez Bowie. Celui de la connivence avec le double plus jeune apparait dans les scènes où ne s'intercale qu'une porte entre Bowie et Iselin Steiro. Enfin le thème dominant est la mise en regard de deux choix de vie : le confort émotionnel de l'anonymat ou la frénésie de la « staritude ». | /              |
| Love Is Lost | 2013 | David Bowie                              | The Next Day                        | Avec l'aide du photographe Jimmy King et de son amie et assistante Coco Schwab, Bowie a conçu et réalisé lui-même la vidéo associée au remix court de la chanson (4:07), dans son appartement de Manhattan le weekend qui précède de sa sortie, le 30 octobre 2013. Il est rapporté qu'elle n'a coûté que 12,99 $, le prix de la clé USB sur laquelle elle a été sauvegardée,. Bowie y apparaît d'une part en train de se laver les mains devant un miroir, comme dans Thursday's Child, d'autre part en cadrage serré sur son visage sur lequel un appareil vidéo projette un maquillage, selon la technique utilisée par Tony Oursler sur Where Are We Now?. S'y animent des marionnettes en bois de Pierrot, ici vêtu de noir, comme endeuillé, et du Thin White Duke, deux personæ du chanteur, qui renforcent l'idée que Bowie est en train de ré explorer sa propre histoire. | /              |
| Love Is Lost | 2013 | Barnaby Roper                            | The Next Day                        | Vidéo réalisée pour le remix long (10:24) et diffusée en novembre 2013. Des images numériques de morceaux de corps humains y évoluent, jusqu'à former un couple nu enlacé. | /              |
| I'd Rather Be High | 2013 | Tom Hingston                             | The Next Day                        | Se succèdent des images de soldats de toutes époques, tour à tour au front ou dansant et prenant du bon temps à l'arrière des lignes. Le visage distordu de Bowie, en noir et blanc, apparaît parfois. | /              |
| Blackstar | 2015 | Johan Renck                              | Blackstar                           | Bowie, Elisa Lasowski (la fille à la queue), Bogdan Olarson, Elke Luyten. Best Art Direction aux MTV Video Music Awards 2016. | /              |
| Lazarus | 2015 | Johan Renck                              | Blackstar                           | Bowie, dans son ultime personnage, Button Eyes ou le Prophète aveugle. Elke Luyten (la fille sous le lit) | /              |

- Légende :
  -  : cliquez sur l'image pour accéder à IMDb
  -  : cliquez sur l'image pour visionner sur Youtube.
  -  : cliquez sur l'image pour visionner sur Vimeo.